# Magnetische Signatur
Eine Magnetische Signatur ist eine Abweichung des Magnetfeldes, die durch Magnetanomaliedetektoren aufgespürt werden kann. Wenn die Magnetfeldabweichung Charakteristiken aufweist, die Wiedererkennung erlauben, wird dies als magnetische Signatur bezeichnet. Der Effekt wird in wissenschaftlichen, technischen und militärischen Bereichen für diverse Zwecke eingesetzt.

## Wissenschaftliche Anwendung
In der Materialforschung dient die Auswertung magnetischer Signaturen der Erforschung von Materialeigenschaften. In der geophysikalischen Fachdisziplin der Geomagnetik wird sinnverwandt der Begriff der magnetischen Anomalie verwendet. Die Untersuchung solcher Anomalien dient der Auffindung von Störkörpern unterhalb der Erdoberfläche, wie z. B. in der Prospektion von Lagerstätten, der Kartierung archäologischer Fundstätten in der Archäometrie oder bei der Geländesondierung im Rahmen der Kampfmittelbeseitigung.

## Datenspeicherungstechnik
Verbreitete Anwendung der Nutzung magnetischer Signaturen findet sich bei magnetischen Datenspeichern. Die Daten werden unter Verwendung von Datenstruktur in Datenfeldern magnetisch gespeichert. Die Erkennung der magnetischen Signaturen auf den Speichermedien erlaubt sequentiellen Zugriff bei Magnetbändern oder den direkten Zugriff bei Festplatten auf die Daten der Speicher.

## Militärtechnik
In der Militärtechnik werden Magnetanomalien unter anderem dazu genutzt, Seeminen zu zünden, wenn ein Wasserfahrzeug diese passiert. Ebenso werden sie zur Detektion getauchter U-Boote verwendet. Daher wird versucht, die magnetische Signatur möglichst klein zu halten. Einige Marineschiffe wie Minensuchboote werden deshalb aus nichtmagnetischen Materialien gefertigt und magnetische Materialien aufwendig entmagnetisiert. Auch bei Schiffen aus NE-Materialien wie Aluminium oder Holz werden Teile aus magnetischem Material benötigt. Da diese Teile ebenfalls eine magnetische Signatur erzeugen, werden auf Marineschiffen MES-Anlagen (Magnetischer Eigenschutz) installiert. Diese Anlagen wirken der Störung mit Hilfe von aktiven Spulen entgegen, wodurch die Signatur verringert wird, allerdings nicht ganz unterdrückt werden kann.

## Weg- und Geschwindigkeitsmessung
Die Auswertung magnetischer Magnetischer Signaturen durch wenigstens zwei entlang eines Schienenfahrzeugs angeordnete Halbleiter-Magnetometer wird als Methode zur sicheren Weg- und Geschwindigkeitsmessung vorgeschlagen.